# Размена тренутних порука
Размена тренутних порука (РТП) је врста онлајн ћаскања који нуди пренос текста у реалном времену преко Интернета. ЛАН гласник функционише на сличан начин преко локалне рачунарске мреже. Кратке поруке се обично преносе двосмерно између две стране, када сваки корисник одлучи да заврши мисао и одабере "Пошаљи". Неке РТП апликације могу да користе пуш технологију да обезбеде текст у реалном времену, који преноси поруке знак по знак, како се састављају. Напредније размене тренутних порука могу додати пренос датотека, хипервезе, Интернет телефонију, или видео ћаскање.
Врсте ћаскања које нису размена тренутних порука укључују мултикест пренос, обично називаних "собама ћаскања", где би учесници били анонимни или могу бити претходно познати једни другима (на пример сарадници на пројекту који се користе ћаскањем да олакшају комуникацију). Системи размене тренутних порука имају тенденцију да олакшају везе између одређених познатих корисника (често користи листу контаката, такође познату као "листу другара" или "листу пријатеља"). У зависности од РТП протокола, техничка архитектура може бити П2П (директан тачка-ка-тачки пренос) или клијент-сервер (централни сервер шаље поруке од пошиљаоца до уређаја за комуникацију).

## Преглед
Размена тренутних порука је скуп комуникационих технологија које се користе за текст базиране комуникације између два или више учесника преко Интернета или друге врсте мрежа. РТП ћаскање се дешава у реалном времену. Од значаја је да се онлајн ћаскање и размена тренутних порука разликују од других технологија, као што су е-маил због перцепције квази-синхронизације комуникација од стране корисника. Неки системи дозвољавају да се поруке могу слати корисницима који тада нису 'пријављени' (офлајн поруке), на тај начин уклањања неке разлике између РТП и е-маила (често се врши слањем поруке на повезан налог е-поште).
РТП омогућава ефективну и ефикасну комуникацију, омогућавајући одмах пријем потврде или одговор. Међутим РТП се у основи не подржава контролом преноса. У многим случајевима, РТП укључује додатне карактеристике које могу да га чине још популарнијим. На пример, корисници могу да виде једни друге преко веб камера, или разговара директно бесплатно преко интернета користећи микрофон и слушалице или звучнике. Многе апликације омогућавају пренос датотека, иако су они обично ограничени у дозвољеним датотека-величинама.
Обично је могуће сачувати текстуални разговор за касније референцирање. Размене тренутних порука су често пријављени у историји локалних порука, што је слично упорне природе е-поште.

## Историја
Иако термин датира из 1990—их, размена тренутних порука претходи на Интернету, прво појављивање на више-корисничким оперативним системима као Временски-пренос компатибилан систем (ВПX) и Мултиплексиран информациони и рачунајући сервис (Мултикс) средином 1960—их. У почетку, неки од ових система су коришћени као системи обавештавања о услугама као што су штампање, али брзо су коришћени да би се олакшала комуникација са другим корисницима пријављени на истој машини. Како су се мреже развијале, протоколи су се проширили са мрежама. Неки од њих користи П2П протокол (нпр Талк, нталк и уталк), док су осталима потребни вршњаци за повезивање на сервер (види Талкер и ИРЦ). У Зефир Обавештајном Сервису (још увек у употреби у неким институцијама) је измишљен на МИТовом пројекту Атена 1980. да би провајдерима омогућили да лоцирају и шаљу поруке корисницима.
Паралелно са разменом тренутних порука је преурањено онлајн ћаскање, од којих је најраније био Талкоматик (1973) на ПЛАТО систему. Током система огласне табле (ББС) феномен који врхунац имао током 1980—их, неке системске припојене функције за ћаскање су биле сличне размени тренутних порука; Фрилацинв 'Округли сто је био један пример. Први такав опште доступан комерцијални систем за онлајн ћаскање (за разлику од ПЛАТОа, који је био образовни) је КомпуСервеов Цб Симулатор у 1980. створен од стране КомпуСервеовог директора Александра "Санди" Тревора у Коламбусу, Охајо.
Рани програми за размену тренутних порука, пре свега, текст у реалном времену, где су се карактери појавили како су укуцани. Ово укључује Униксову "Разговор" командну линију програма, који је био популаран током 1980—их и раних 1990—их. Неки ББС програми за ћаскање (тј Брзи ББС) такође је користио сличан интерфејс. Модерне имплементације у  тексту у реалном времену постоје и у размени тренутних порука, као што су АОЛова реално временска РТП као опциона карактеристика.
У другој половини 1980. и у раним 1990—им, Квантум Линк онлајн сервис за Комодор 64 рачунаре понудио је поруке од корисника до корисника између истовремено повезаним купцима, који су назвали "он-лајн поруке" (или ОЛП за кратко), и касније "ФлешМеил." (Квантум Линк касније постаје Америка Онлајн и прави АОЛ размену тренутних порука (АРТП), расправља се касније). Док Квантум Линк Клијент софтвер покретао на Комодору 64, користећи само Комодорову ПЕТСЦИИ тект-графику, екран је визуелно подељен у секције и ОЛМ ће се појавити као жута трака говорећи: "Порука од:" и име пошиљаоца заједно са поруком преко врха оног што је корисник већ почео, и представио листу опција за одговор. Као таква, може се сматрати типом графичког корисничког интерфејса (ГУИ), мада много примитивнији него касније базирани ГУИ ИМ Софтвери UNIX, Windows и Макинтош. ОЛМ-ови су били оно што је К-Линк називао "плус сервис", што значи да наплаћује додатне накнаде по-минуту на врху меесечних К-Линк трошкова приступа.
Модерни, Интернет-широки, ГУИ-базирани клијенти за размену порука као што су познати данас, почели су да се уздижу  средином 1990—их година са ПовВов, АјСиКју, и АОЛ РТП. Сличну функционалност је понудио КУ-СиМи 1992. године; мада првенствено за линковање аудио / видео ћаскања, корисници такође могу слати текстуалне поруке једни другима. АОЛ је касније купио Мирабилис, аутори АјСиКју-а; а неколико година касније АјСиКју (сада у власништву АОЛ) је добила два патента за размену тренутних порука од стране америчке канцеларије за патенте. У међувремену, друге компаније су развиле сопствени софтвер; (Екците, МСН, Убикју, и Јаху!), свака са својим власничким протоколима и клијентима; корисници су стога морали да покрену више апликација клијента уколико желе да користе више од једне од ових мрежа. Године 1998, компанија IBM је представила IBM Лотус Сејмтајм, производ базиран на технологији стеченој када је IBM купио Хајфа-базиран Убикју и Лексингтон заснован Датабим.
У 2000. години, апликација отвореног кода и отворених стандарда-базираног протокола звана Јабер је покренута. Протокол је стандардизован под називом Проширива размена порука и присуство Протокола (XMPP). XMPP сервери су могли да делују као капија до другог РТП протокола, смањујући потребу за покретање више клијената. Мулти-Протокол клијенти могу да користе било који од популарних РТП протокола помоћу додатне локалне библиотеке за сваки протокол. IBM-ово Лотус Сејмтајм издање из новембра 2007 додало је подршку IBM Лотус Сејмтајм Гејтавеј за XMPP.
Од 2010. године, провајдери социјалног умрежавања често нуде РТП способности. Фејсбук Ћаскање је облик размене тренутних порука, и Твитер се може посматрати као Веб 2.0 систем за размену тренутних порука. Сличне особине сервер-сајд ћаскања су део већине дејтинг сајтова, као што су ОкКупид или ПлентиОфФиш. Ширење паметних телефона и сличних уређаја у касним 2000—им, је такође изазвала повећане конкуренције са конвенционалном разменом тренутних порука, чинећи услуге текстуалних порука још свеприсутнијима.
Многи сервиси размене тренутних порука нуде Видео позив функције, Интернет телефонију и услуге Веб конференције. Услуге Веб конференције могу интегрисати оба и видео позив и способности размене тренутних порука. Неке компаније за размену тренутних порука такође нуде дељење радне површине, интернет радио и ИПТВ говорним и видео функцијама.
Термин "Месинџер" је заштитни знак Тајм Варнера и не могу се користити у софтверу који нису повезани са АОЛ у Сједињеним Државама. Из тог разлога, у априлу 2007. године, клијент РТП раније именован Гаим (или гаим) је најавио да ће бити преименован у "Пиџин".

## Клијенти
Сваки модеран РТП сервис генерално обезбеђује сопственог клијента, било одвојено инсталиран део софтвера, или претраживач-базиран клијент. Ово се обично само ради са услугом добављача компаније, иако неки дозвољавају ограничену функцију са другим службама. Клијент треће лице софтверске апликације постоје који ће се повезати са већином главним РТП сервисима. Адиум, Емпатија, Миранда ИМ, Пиџин, Кјунекст, Трилијан, и Фејсбук Месинџер су неки од најчешћих.

## Међусобно
Стандардне комплементарне апликације РТП нуде функције као што су пренос фајлова, контакт листу (а), способност да одржи неколико истовремених разговора, итд. То могу бити све функције које ће мали послови требати, али веће организације захтевају софистицираније апликације које могу да раде заједно. Решење за проналажење апликација које су способне да то је да се користи верзије апликација предузећа за размену тренутних порука. Ово укључује наслове као што су XMPP, Лотус Сејмтајм, Мајкрософт Офис Комуникатор (Пословни Скајп), итд, којi су често интегрисанi са другим апликацијама предузећа као што су системи тока рада. Ове апликације предузећа, или интеграција апликација предузећа (ИАП), су направљене за одређена ограничења, односно чување података у заједничком формату.
Било је неколико покушаја да се створи јединствен стандард за размену тренутних порука: ИЕТФ-ов Сешн Инитејшн Протокол (СИП) и СИП за размену тренутних порука и Пресенс Леверејџинг Екстензија (СИМПЛ), Апликејшн Ексчејнџ (Апекс), Размена тренутних порука и присуство Протокола (XMPP), отворена XML-базираан проширива размена порука и присуство протоко (XMPP), а Опен Мобајл Ејлиенс-ова размена тренутних порука и Пресенс сервис развијен специјално за мобилне уређаје.
Већина покушаја израде јединственог стандарда за главне РТП провајдере (АОЛ, Јаху! и Мајкрософт) нису, и сваки наставља да користи свој власнички протокол.
Међутим, док су разговори у ИЕТФ у застоју, Ројтерс је потписао први уговор између провајдера повезивање-сервис у септембру 2003. Овај Споразум је омогућио, АИМ, АјСиКју и МСН Месинџер корисницима да разговарају са Ројтерс Месаџинг колегама и обрнуто. Након тога, Мајкрософт, Јаху! и АОЛ су пристали на договор у којем би Мајкрософт Лајв Комјуникејшн Сервер 2005 корисници такође имали могућност да разговарају са јавним РТП корисницима. Овај посао је основао СИП / СИМПЛЕ као стандард за протокол интероперабилности и успоставио накнаду повезаности за приступ јавности РТП групе или услуге. Одвојено, 13. октобра 2005. године, Мајкрософт и Јаху најавли су да ће до 3. квартала 2006. године уградити помоћу СИП / СИМПЛЕ, која је уследила, у децембру 2005. године, од стране АОЛ и Гугл стратешког партнерства у којем ће корисници Гугл Разговора бити у стању да комуницирају са АИМ и АјСиКју корисницима под условом да имају АИМ налог.
Постоје два начина да се комбинују многи различити протоколи:
- Комбинујте многе различите протоколе унутар РТП клијентске апликације.
- Комбинујте многе различите протоколе у апликацији РТП сервера. Овај приступ помера задатак комуницирања са осталим службама на серверу. Клијенти не треба да знају или брину о другим РТП протоколима. На пример, ЛX 2005 Јавно РТП Повезивање. Овај приступ је популаран у XMPP серверима; Међутим, такозвани пројекти из области саобраћаја трпе исте обрнути инжењеринг потешкоће као било који други пројекат који је укључен у затвореним протоколима или форматима.

Неки приступи омогућавају организацијама да распореде своје, приватне мреже РТП омогућавајући им да ограниче приступ серверу (најчешће са РТП мрежом у потпуности иза свог заштитног зида) и администрира корисничке дозволе. Други корпоративни системи за размену порука омогућавају регистрованим корисницима да се повежу са ЛАНом изван корпорације, користећи шифровани, пријатељски заштитни зид, HTTPS-базиран протокол. Обично, посвећен корпоративни РТП сервер има неколико предности, као што су претходно насељене листе контаката, интегрисан идентитет и боља безбедност и приватност.
Неке мреже су направиле измене да их спречи да буду искоришћени од стране више мрежних РТП клијената. На пример, Трилијан је морао да ослободи неколико верзија и закрпе да би својим корисницима омогћио да приступе МСН, АОЛ и Јаху! мрежама, након што је дошло до промена тих мрежа. Главни РТП провајдери обично наводе потребу за формалним споразумима, и безбедносним проблемима, као разлоге за доношење ове промене.
Употреба власничких протокола је значило да су многе RTP мреже биле неспојиве и корисници нису били у стању да допрu до корисника и на другим мрежама. Ово је можда дозволило друштвено умрежавање са РТП-као што су карактеристика и текстуалне поруке прилику да стекну удео на тржишту на рачун РТП.

## Језик РТП
Корисници понекад користе интернет сленг или текстуалне говоре да скрате уобичајене речи или изразе убрзати разговоре или смањити тастере. Језик је постао широко распрострањен, са познатим изразима као што су 'ЛОЛ' преведен на лице у лице језику.
Емоције су често изражаване у најкраћу руку, као што је скраћеница ЛОЛ, БРБ и ТТИЛ; односно смех наглас, одмах се враћам, да разговарам са тобом касније.
Неки, међутим, покушај да будемо прецизнији са емоционалним изражавањима преко РТП. У реалном времену реакције као што су (победнички смех) (фрктање) (врискање) или (окретање очију) постају све популарније. Такође, постоје одређени стандарди који се уводе у редовне разговоре, укључујући, '#' означава коришћење сарказма у изјави и '*' што указује на грешку правописа и / или граматичку грешку у претходној поруци, а затим исправку.

## Пословна апликација
Размена тренутних порука је доказана да буде слична персоналним рачунарима, е-маилу, и Светској мрежи, у том свом усвајању за употребу као пословне комуникације је првенствено вођен од стране запослених појединаца који користе потрошача софтвера на послу, а не формално пуномоћје или резервисања по одељењима корпоративне информационе технологије. Десетине милиона потрошача РТП налога у употреби се користе у пословне сврхе од стране запослених у предузећима и другим организацијама.
Као одговор на захтев за разред пословна РТП и потребе да се осигура безбедност и законитост, нову врсту РТП, под називом "Предузеће Размене Тренутних Порука" ("ЕИМ"("ПРТП")) настала је када је Лотус софтвер покренуо IBM Лотус Сејмтајм 1998. године. Мајкрософт је следио и убрзо након тога са Мајкрософт Ексчејнџ Разменом Тренутних Порука, касније створио нову платформу под називом Мајкрософт Офис Лајв Комјуникејшн Сервер,, и објавио Офис Комјуникејшн Сервер 2007 у октобру 2007. Корпорација Оракле је такође ускочила на тржиште недавно са Оракле Бихејв софтвером уједињене сарадње. И IBM Лотус и Мајкрософт су увели федерацију између њихових ЕИМ система и неке од јавних мрежа за ћаскање, тако да запослени могу да користе један интерфејс и према њиховом унутрашњем ЕИМ систему и њихових контаката на АОЛ, МСН и Јаху! Од 2010. године, водеће ЕИМ платформе укључују IBM Лотус Сејмтајм, Мајкрософт Офис Комјуникејшн Сервер, Јабер ИXЦП и Киско Јунифајд Пресенс. Индустријално фокусиране ЕИМ платформе као што су Ројтерс Поруке и Блумберг Поруке такође пружају побољшане РТП способности до финансијских услуга компанијама.
Усвајање РТП преко корпоративних мрежа ван контроле ИТ организација ствара ризике и обавезе за предузећа које не ефикасно управљају и подржавају употребу РТП. Предузећа спроводе специјализоване РТП архивирања и безбедности производа и услуга за ублажавање тих ризика и обезбеђују сигурне, безбедне, продуктивне РТП способности својим запосленима. РТП све више постаје карактеристика софтвера предузећа него самостална апликација.

## Врсте производа
РТП производи се обично могу поделити у две групе: Предузеће Размена Тренутних Порука (ЕИМ-ПРТП) и Размена тренутних порука потрошача (ЦИМ-РТПП). Решења предузећа користе унутрашњи сервер за ћаскање, међутим, то није увек могуће, посебно за мала предузећа са ограниченим буџетом. Друга опција, користећи ЦИМ даје предност јер је јефтин за имплементацију и има мале потребе за улагањем у нов хардвер или софтвер сервера.
За комерцијалну употребу, енкрипција и архивирање разговора се обично сматрају важним функцијама због безбедносних разлога. Понекад употреба различитих оперативних система у организацијама захтева употребу софтвера који подржава више од једне платформе. На пример, многе софтверске компаније користе Windows у администрацији одељења, али има програмера који користе Линукс.

## Сигурносни ризици
Крекери (злонамерни или црни шешир хакери) доследно користи РТП мреже као векторе за доставу покушаја пецања, "отровани URL-ови", и фајлове вирусом натоварених од 2004. до данас, са преко 1100 дискретних напада наведених од стране Центра РТП безбедности у 2004. години -2007. Хакери користе два метода испоруке злонамерног кода путем РТП: испоруку вируса, тројанаца или шпијуна у оквиру заражене датотеке, као и употреба "социјалним инжењерингом" текста са веб адреси која мами примаоцу да кликнете на URL повезује га или је на сајт који затим скида злонамеран код.
Вируси, рачунарски црви и тројанци обично пропагирају сами слањем брзо кроз заражену листу контаката корисника. Ефикасан напад користећи отровни URL може достићи десетине хиљада корисника у кратком периоду када листа контаката сваког корисника прима поруке које се појављују да буду од поверења пријатеља. Примаоци кликне на веб адресу, а цео циклус почиње поново. Инфекције могу да се крећу од сметњи до кривичног, и постају све софистициранији сваке године.
РТП везе обично се јављају у текстуалном облику, што их чини рањивим за прислушкивање. Такође, РТП клијент софтвер често захтева да корисник излаже отворене УДП портове свету, подизање опасности од стране потенцијалних сигурносних пропуста.

## Ризици усклађености
Поред злонамерног кода претње, употреба ћаскања на раду и ствара ризик од непоштовања закона и прописа који регулишу употребу електронских комуникација у пословању.

### У Сједињеним Америчким Државама
У Сједињеним Америчким Државама само постоји преко 10.000 закона и прописа који се односе на електронску размену порука и евиденције задржавања. Боље познате од њих укључују Сарбанес-Оклеи Акт, ХИПАА и СЕК 17а-3.
Објашњење из финансијске индустрије Регулаторне агенције (ФИНРА) је издата фирми чланица у индустрији финансијских услуга у децембру 2007. године, уз напомену да се "електронске комуникације", "е-маил", и "електронска преписка" могу наизменично користити и могу укључивати такве облике електронске поруке, као РТП и текстуалних порука. Промене Савезног Пословника о парничном поступку, ефикасни децембар 1, 2006, створио је нову категорију за електронске евиденције који се може захтевати у току открића у правним поступцима.

### У свету
Већина нације и регулише коришћење електронских порука и електронске евиденције задржавања на сличан начин као и у Сједињеним Америчким Државама. Најчешћи прописи који се односе на РТП на послу укључују потребу да произведе архивиране пословне комуникације да задовољи власт или оправдане захтеве на основу закона. Многе комуникације размене тренутних порука спадају у категорију пословне комуникације које се морају архивирати и проналажљиве.

## Безбедност и архивирање
У раним 2000—им, нова класа ИТ безбедности провајдера појавила се да обезбеди лекове за ризике и обавезе са којима се суочавају корпорације које су одлучиле да користе РТП за пословне комуникације. РТП безбедносне агенције створиле су нове производе да буде инсталиране у корпоративним мрежама ради архивирања, скенирања садржаја и сигурности скенирања РТП саобраћаја креће у и ван корпорације. Слично добављачима е-маил филтрирања, РТП безбедносни провајдери се фокусирају на ризике и обавезе горе описане.
Са брзим усвајањем РТП на радном месту, потражња за РТП безбедношћу производа почела је да расте средином 2000—их. До 2007. године, пожељна платформа за куповину безбедносног софтвера је постао "рачунар апарата", према ИДЦ, који су проценили да ће до 2008. године 80% од мрежних безбедносних производа бити испоручена преко апарата.
До 2014. године, међутим, ниво сигурности коју нуди РТП месинџери је и даље изузетно сиромашан. Према ЕФФ безбедност разматрању, само 7 од 39 РТП месинџера је имао савршен резултат (тј Заштиту ћаскања, Крипто ћаскање, сигнал/ Црвени телефон, Тих Телефон, Тих Текст и Безбедност Текста), док су најпопуларнији РТП месинџери у овом тренутку (Вацап, Снепчет, Фејсбук Месинџер и Хенгаутс) само постићи резултат од 2 од 7. Скајп је макар достигао одређени број 1 од 7. Бројне студије су показале да су РТП услуге веома рањиве за пружање приватности кориснику.

## База корисника
Док су неки бројеви дати од стране власника комплетног система за ћаскање, други се пружају од стране комерцијалних продаваца једног дела дистрибуираног система. Неке компаније могу бити мотивисани да надувавају своје бројеве да би подигли рекламну зараду или да привуку партнера, клијента или купца,. Важно је да су неки бројеви пријављени као број активних корисника (без заједничког стандарда те активности), други указују на укупне корисничке налоге, док други указују само на кориснике пријављене током примера вршне употребе.
Од аквизиције 2010. године и касније и са широкомдоступношћу паметних телефона, виртуелне заједнице тих конгломерата постају корисничка база највиших РТП сервиса:
- Фејсбук (кроз Фејсбук Месинџер, Инстаграм, Вацап)
- Тенсент Холдингс Лимитед (ВиЧет, Тенсент КјуКју, КјуЗоне)
- Гугл ( Гугл + and Јутуб корисници (стапање))
- Мајкрософт (Скајп и Windows Лајв / МСН месинџер (спојено))
- Твитер (АПИ)
- Линкедин (API)

### Статистика
| Клијент размене тренутних порука | Компанија                | Употреба                                                                       |
| -------------------------------- | ------------------------ | ------------------------------------------------------------------------------ |
| БлекБери месинџер                | БлекБери                 | Укупно 91 милион корисника (Октобар 2014)                                      |
| АИМ                              | AOЛ, инц                 | 53 милиона активних корисника (Септембар 2006)                                 |
| XMPP                             | XMPP Стандардс Фондација | Више од 1200 милиона (Септембар 2011)                                          |
| еДругар                          | еДругар                  | 35 милиона корисника (Октобар 2006)                                            |
| иМесеџ                           | Епл                      | 140 милиона корисника (Јун 2012)                                               |
| Windows лајв месинџер            | Мајкрософт               | 330 милиона активних корисника месечно (Јун 2009)                              |
| Јаху! Месинџер                   | Јаху                     | 22 милиона корисника (Непознато)                                               |
| КјуКју                           | Тенсент Холдингс Лимитед | Врхунац више од 176 милиона, више од 840 милиона активних (други квартал 2009) |
| IBM Сејмтајм                     | IBM                      | 15 милиона (предузеће) корисника (Непознато)                                   |
| Скајп                            | Мајкрософт               | Врхунац 34 милиона онлајн (Фебруар 2012), 560 милиона укупно (Април 2010)      |
| МИXит                            | МИXит Лајфстајл          | 7,4 милиона претплатника месечно (већина у Јужној Африци (Јул 2013)            |
| ИXфајр                           | ИXфајр, инц.             | 24 милиона регистрованих корисника (Јануар 2014)                               |
| Гаду-Гаду                        | ГГ мрежа С. А.           | 6,5 милиона косника активно сваког дана (Углавном у Пољској) (Јун 2010)        |
| АјСиКју                          | АјСиКју ЛЛЦ.             | 4 милиона активно (Септембар 2006)                                             |
| Палталк                          | Paltalk.com              | 5,5 милиона јединствених корисника месечно (Август 2013)                       |
| ИМВУ                             | ИМВУ, инц.               | 1 милион корисника (Јун 2007)                                                  |